# Arthur Caíke
Arthur Caíke do Nascimento Cruz, mais conhecido como Arthur Caíke (Barbalha, 15 de junho de 1992), é um futebolista brasileiro que atua como ponta-direita. Atualmente joga pelo Goiás.

## Carreira

### Início
Arthur começou sua carreiras nas categorias de base do Iraty, até subir ao time profissional em 2010. Permaneceu no clube até 2011, quando se transferiu para o Londrina e teve uma curta passagem. No mesmo ano foi para o Paraná, onde foi o artilheiro do time na Série B de 2012 com nove gols.

### Coritiba e Figueirense
Todo esse destaque chamou a atenção do Coritiba, clube que o contratou em 2013. Durante sua passagem pelo Coxa foi campeão do Campeonato Paranaense do mesmo ano, onde marcou três gols. Sem conseguir se firmar no Coritiba, Arthur acertou com o Figueirense para a disputa da Série B de 2013, mas não conseguiu marcar nenhum gol.

### Londrina
Ainda em 2013 acertou seu retorno ao Londrina, e em 2014 foi destaque do time na conquista do Campeonato Paranaense marcando oito gols na competição, sendo três deles marcados contra o Athletico Paranaense na goleada por 4 a 1 na semifinal.

### Flamengo
Todo destaque lhe chamou atenção de clubes grandes como Flamengo e Grêmio; Arthur esteve perto de fechar com o tricolor gaúcho, mas acabou assinando com o rubro-negro um empréstimo até o fim de 2014. Estreou pelo Flamengo diante de uma derrota por 2 a 0 para o Fluminense, em partida válida pelo Campeonato Brasileiro.

### Santa Cruz
No dia 28 de dezembro de 2015 foi anunciado como novo reforço do Santa Cruz. No Taça Chico Science, torneio amistoso organizado pelo Santa Cruz, marcou um gol na partida contra o Flamengo na partida que terminou 3 a 1 para o tricolor. Após um longo jejum e sem se firmar na equipe, com a chegada do técnico Milton Mendes passou a ser titular. Marcou seus primeiros gols em partidas oficiais contra o Náutico, na semi-final do Campeonato Pernambucano de 2016, fazendo dois na partida que terminou 3 a 1 para o time coral. No dia 1 de maio de 2016 conquistou a Copa do Nordeste, marcando o gol do título do clube pernambucano na partida que terminou 1 a 1 contra o Campinense (3 a 2 no agregado), faturando o título regional.

### Chapecoense
Assinou com a Chapecoense por empréstimo no dia 7 de janeiro de 2017.

### Pyramids FC
Em julho de 2018, Arthur Caíke foi anunciado como novo reforço do Pyramids FC, do Egito. O clube egípcio desembolsou cerca de US$ 3 milhões (R$ 11,6 milhões) pelo atacante.

### Al Shabab
Após apenas um mês no clube egípcio, o Pyramids FC, em busca de espaço para estrangeiros em seu elenco, resolveu repassar o atacante para o Al Shabab, da Arábia Saudita.

### Bahia
Foi anunciado como reforço do Bahia no dia 6 de fevereiro de 2019.

### Cruzeiro
No dia 10 de agosto de 2020 foi anunciado como reforço do Cruzeiro, recebendo a camisa 7 antes pertencente a Iván Angulo.
Marcou seu primeiro gol pelo time celeste em seu segundo jogo, cobrando falta na derrota por 2 a 1 para o América-MG no clássico pela Série B.
Foi decisivo na goleada por 3-0 sobre a Ponte Preta no Mineirão em 30 de setembro, marcando o segundo gol da partida após receber um passe de Matheus Pereira e superar o goleiro Ivan.

### Kashima Antlers
Em 12 de janeiro de 2021 foi anunciado como novo reforço do Kashima Antlers.

### Sport Recife
Em dezembro de 2023, foi anunciado como reforço do Sport Recife para a temporada de 2024. Em abril de 2024, insatisfeito com a baixa minutagem, Arthur Caíke pediu para deixar o clube.

### Criciúma
Ainda em abril de 2024, o atacante foi anunciado como reforço do Criciúma. Pelo Tigre foram trinta e três partidas e cinco gols marcados.[carece de fontes?]

### Goiás
Arthur Caíke foi anunciado como reforço do Goiás para a temporada de 2025.

## Títulos
Coritiba
- Campeonato Paranaense: 2013

Londrina
- Campeonato Paranaense: 2014

Santa Cruz
- Taça Chico Science: 2016
- Copa do Nordeste: 2016
- Campeonato Pernambucano: 2016

Chapecoense
- Campeonato Catarinense: 2017

Bahia
- Campeonato Baiano: 2019

Sport
- Campeonato Pernambucano: 2024